# Tornei di tennis maschili nel 1893
Prima della nascita della cosiddetta "Era Open" del tennis, ossia l'apertura ai tennisti professionisti degli eventi più importanti, tutti i tornei erano riservati ad atleti dilettanti. Nel 1893 tutti i tornei erano amatoriali, tra questi c'erano i tornei del Grande Slam: il Campionato francese di tennis, il Torneo di Wimbledon, e gli U.S. National Championships.

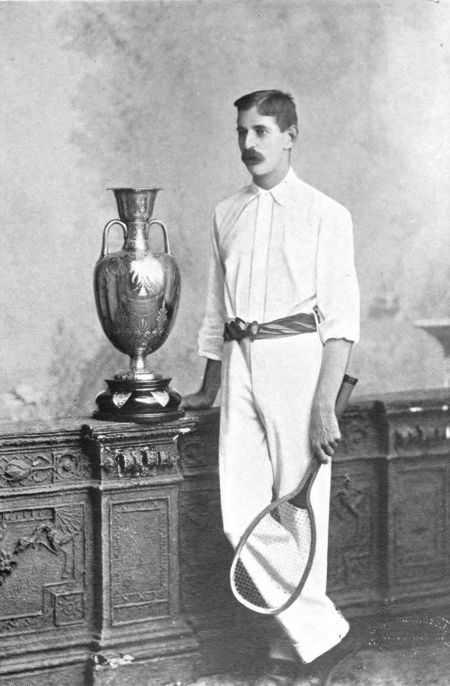
Immagine di Joshua Pim che nel 1893 vinse il suo primo titolo dei due vinti ai Championships

Nel 1893 venne disputata la 17ª edizione del Torneo di Wimbledon questo vide la prima vittoria (su un totale di 2 in carriera) di Joshua Pim che sconfisse nel challenge round il britannico, detentore del titolo, Wilfred Baddeley per 3–6, 6–1, 6–3, 6–2. Pim aveva battuto Harold Mahony nella finale del torneo preliminare per 9–7, 6–3, 6–0 prima di accedere al challenge round. Nella 7ª edizione del doppio maschile Joshua Pim e Frank Stoker conquistarono il trofeo battendo nel challenge round i detentori del titolo Ernest Lewis ed Harry Barlow per 4-6, 6-3, 6-1, 2-6, 6-0.
Nel 1893 venne disputata anche la 13ª edizione dell'Irish Championships dove s'impose il britannico Joshua Pim che sconfisse in finale Ernest Renshaw per 6-1 6-2 4-6 6-4. Nello U.S. National Championships, (oggi conosciuto come US Open) tenutosi sui campi in erba del Newport Casino di Newport negli Stati Uniti nel singolare maschile s'impose lo statunitense Robert Wrenn, che sconfisse il connazionale Frederick Hovey in 4 set col punteggio di 6-4 3-6 6-4 6-4. Oltre al torneo di singolare maschile si disputò anche il torneo di doppio: qui s'imposero Clarence Hobart e Frederick Hovey che sconfissero i detentori del titolo Oliver Campbell e Bob Huntington per 6-3, 6-4, 4-6, 6-2.
Nel New South Wales Championships di Sydney ad imporsi nel singolare maschile fu l'australiano Dudley Webb che in finale sconfisse il connazionale Ben Green col punteggio di 2-6, 5-7, 6-2, 6-3, 7-5.
Nel British Covered Court Championships di Londra disputato su campi in parquet indoor, s'impose, nel singolare maschile, Harold Mahony che nel challenge round sconfisse il detentore del titolo Ernest George Meers per 6-2 6-2 6-4.
Nel Campionato francese di tennis (oggi conosciuto come Open di Francia o Roland Garros) il francese Laurent Riboulet si impose nel torneo del singolare maschile battendo in finale il connazionale Jean Schopfer per 6-3, 6-3. Nelle prime edizione questo torneo era riservato solo ai residenti in Francia o comunque a quei giocatori non francesi che fossero affiliati ad un club transalpino. Solo nel 1925 il torneo sarebbe stato aperto anche agli stranieri.

## Calendario

### Gennaio
Nessun evento

### Febbraio
Nessun evento

### Marzo
Nessun evento

### Aprile
| Settimana | Torneo                                                                            | Vincitore                         | Finalista                       | Semifinalisti      | Eliminati ai quarti |
| --------- | --------------------------------------------------------------------------------- | --------------------------------- | ------------------------------- | ------------------ | ------------------- |
| 20 aprile | South Australian Championships 1893 Adelaide, Australia Singolare - Doppio        | David Thomas Harbison 6-0 6-2 6-2 | J. R. Baker Robert George Bowen | Leo Kaines H. Home |                     |
| 20 aprile | South Australian Championships 1893 Adelaide, Australia Singolare - Doppio        |                                   |                                 | Leo Kaines H. Home |                     |
| 22 aprile | British Covered Court Championships 1893 Londra, Gran Bretagna Singolare - Doppio | Harold Mahony 6-2 6-2 6-4         | Ernest George Meers             |                    |                     |
| 22 aprile | British Covered Court Championships 1893 Londra, Gran Bretagna Singolare - Doppio |                                   |                                 |                    |                     |

### Maggio
| Settimana | Torneo                                                                  | Vincitore                            | Finalista                          | Semifinalisti             | Eliminati ai quarti                        |
| --------- | ----------------------------------------------------------------------- | ------------------------------------ | ---------------------------------- | ------------------------- | ------------------------------------------ |
| 21 maggio | New South Wales Championships 1893 Sydney, Australia Singolare - Doppio | Duddley Webb 2-6, 5-7, 6-2, 6-3, 7-5 | Ben Green Percy Brereton Colquhoun | Kilgour Alfred H. Huntley | R. N. S. Wells Harold S. Fox G. H. Wickham |
| 21 maggio | New South Wales Championships 1893 Sydney, Australia Singolare - Doppio |                                      |                                    | Kilgour Alfred H. Huntley | R. N. S. Wells Harold S. Fox G. H. Wickham |
| 27 maggio | Irish Championships 1893 Dublino, Irlanda Singolare - Doppio            | Joshua Pim 6-1 6-2 4-6 6-4           | Ernest Renshaw                     |                           |                                            |
| 27 maggio | Irish Championships 1893 Dublino, Irlanda Singolare - Doppio            |                                      |                                    |                           |                                            |

### Giugno
| Settimana | Torneo                                                                        | Vincitore                                        | Finalista               | Semifinalisti | Eliminati ai quarti |
| --------- | ----------------------------------------------------------------------------- | ------------------------------------------------ | ----------------------- | ------------- | ------------------- |
| 3 giugno  | Southern Championships 1893 Mount Washington, USA Singolare - Doppio          | Edward Ludlow Hall Jr. 6-4 6-3 6-2               | Malcolm G. Chace        |               |                     |
| 3 giugno  | Southern Championships 1893 Mount Washington, USA Singolare - Doppio          |                                                  |                         |               |                     |
| 8 giugno  | Welsh Championships 1893 Cardiff, Gran Bretagna Singolare - Doppio            | George Courtenay Ball Greene 2-6 6-1 7-5 4-6 6-4 | Harry Barlow            |               |                     |
| 8 giugno  | Welsh Championships 1893 Cardiff, Gran Bretagna Singolare - Doppio            |                                                  |                         |               |                     |
| 9 giugno  | New England Championships 1893 New Haven, USA Singolare - Doppio              | Clarence Hobart 6-3 5-7 3-6 8-6 6-4              | Edward Ludlow Hall Jr.  |               |                     |
| 9 giugno  | New England Championships 1893 New Haven, USA Singolare - Doppio              |                                                  |                         |               |                     |
| 17 giugno | Northern Championships 1893 Manchester, Gran Bretagna Singolare - Doppio      | Joshua Pim 4-6 6-3 7-5 6-2                       | Harold Mahony           |               |                     |
| 17 giugno | Northern Championships 1893 Manchester, Gran Bretagna Singolare - Doppio      |                                                  |                         |               |                     |
| 18 giugno | South African Championships 1893 Città del Capo, Sudafrica Singolare - Doppio | Walter Edwards 6–3, 6–3, 6–4                     | Lionel Richardson       |               |                     |
| 18 giugno | South African Championships 1893 Città del Capo, Sudafrica Singolare - Doppio |                                                  |                         |               |                     |
| 25 giugno | Kent Championships 1893 Beckenham, Gran Bretagna Singolare - Doppio           | Harry Barlow 2-6 6-3 6-1 6-4                     | William Charles Renshaw |               |                     |
| 25 giugno | Kent Championships 1893 Beckenham, Gran Bretagna Singolare - Doppio           |                                                  |                         |               |                     |
| 25 giugno | Campionato francese di tennis 1893 Parigi, Francia Singolare - Doppio         | Laurent Riboulet 6-3, 6-3                        | Jean Schopfer           |               |                     |
| 25 giugno | Campionato francese di tennis 1893 Parigi, Francia Singolare - Doppio         | Jean Schopfer N. Goldsmith 6-4, 4-6, 6-2         | G. Hetley Ortmans       |               |                     |
| 30 giugno | Neighbourhood Club Invitation 1893 West Newton, USA Singolare - Doppio        | Clarence Hobart Frederick Hovey titolo condiviso |                         |               |                     |
| 30 giugno | Neighbourhood Club Invitation 1893 West Newton, USA Singolare - Doppio        |                                                  |                         |               |                     |

### Luglio
| Settimana | Torneo                                                                    | Vincitore                                       | Finalista                 | Semifinalisti | Eliminati ai quarti |
| --------- | ------------------------------------------------------------------------- | ----------------------------------------------- | ------------------------- | ------------- | ------------------- |
| luglio    | Essex Championships 1893 Colchester, Gran Bretagna Singolare - Doppio     | Edward Roy Allen 3-6 6-2 6-0 6-3)               | H. Knox                   |               |                     |
| luglio    | Essex Championships 1893 Colchester, Gran Bretagna Singolare - Doppio     |                                                 |                           |               |                     |
| luglio    | Pacific Coast Championships 1893 San Rafael, USA Singolare - Doppio       | Thomas Aloysius Driscoll walkover               | Arthur Allen              |               |                     |
| luglio    | Pacific Coast Championships 1893 San Rafael, USA Singolare - Doppio       |                                                 |                           |               |                     |
| 2 luglio  | Middle States Championships 1893 Mountain Station, USA Singolare - Doppio | Richard Stevens 6-3 6-3 6-2                     | Arthur Ellsworth Foote    |               |                     |
| 2 luglio  | Middle States Championships 1893 Mountain Station, USA Singolare - Doppio |                                                 |                           |               |                     |
| 8 luglio  | Queen's Club Championships 1893 Londra, Gran Bretagna Singolare - Doppio  | Joshua Pim 9-7 1-6 6-1 6-8 6-3                  | Harold Mahony             |               |                     |
| 8 luglio  | Queen's Club Championships 1893 Londra, Gran Bretagna Singolare - Doppio  |                                                 |                           |               |                     |
| 15 luglio | Western Championships 1893 Chicago, USA Singolare - Doppio                | Samuel Thompson Chase 6-3 6-0 6-4               | Evarts Wrenn              |               |                     |
| 15 luglio | Western Championships 1893 Chicago, USA Singolare - Doppio                | Howard Stanley McCormick 1-6 8-6 6-4 6-4        | H.E. Averry H. Elting     |               |                     |
| 17 luglio | Torneo di Wimbledon 1893 Londra, Gran Bretagna Singolare - Doppio         | Joshua Pim 3-6 6-1 6-3 6-2                      | Wilfred Baddeley          |               |                     |
| 17 luglio | Torneo di Wimbledon 1893 Londra, Gran Bretagna Singolare - Doppio         | Joshua Pim Frank Stoker 4-6, 6-3, 6-1, 2-6, 6-0 | Ernest Lewis Harry Barlow |               |                     |
| 23 luglio | Longwood Bowl 1893 Boston, USA Singolare - Doppio                         | Frederick Hovey 8-6 7-5 8-6                     | Richard Stevens           |               |                     |
| 23 luglio | Longwood Bowl 1893 Boston, USA Singolare - Doppio                         |                                                 |                           |               |                     |

### Agosto
| Settimana | Torneo                                                                                  | Vincitore                                       | Finalista                      | Semifinalisti | Eliminati ai quarti |
| --------- | --------------------------------------------------------------------------------------- | ----------------------------------------------- | ------------------------------ | ------------- | ------------------- |
| agosto    | German Championships 1893 Amburgo, Germania Singolare - Doppio                          | Christian Winzer 6-4 6-0 3-6 6-3                | Walter Bonne                   |               |                     |
| agosto    | German Championships 1893 Amburgo, Germania Singolare - Doppio                          |                                                 |                                |               |                     |
| 2 agosto  | Northumberland Championships 1893 Newcastle upon Tyne, Gran Bretagna Singolare - Doppio | William Renshaw 6-2 6-2 2-6 6-1                 | Thomas Chaytor                 |               |                     |
| 2 agosto  | Northumberland Championships 1893 Newcastle upon Tyne, Gran Bretagna Singolare - Doppio |                                                 |                                |               |                     |
| 12 agosto | Queensland Championships 1893 Brisbane, Australia Singolare - Doppio                    | E. Hutton 6-1 6-4 6-3                           | Ernest John Gilligan           |               |                     |
| 12 agosto | Queensland Championships 1893 Brisbane, Australia Singolare - Doppio                    |                                                 |                                |               |                     |
| 19 agosto | Derbyshire Championships 1893 Buxton, Gran Bretagna Singolare - Doppio                  | David Grainger Chaytor 6-0 6-2 6-2              | Alfred Ernest Crawley          |               |                     |
| 19 agosto | Derbyshire Championships 1893 Buxton, Gran Bretagna Singolare - Doppio                  |                                                 |                                |               |                     |
| 25 agosto | Southern California Championships 1893 San Rafael, USA Singolare - Doppio               | Robert Peyton Carter 6-0 6-2 7-5                | Martin A. Chase                |               |                     |
| 25 agosto | Southern California Championships 1893 San Rafael, USA Singolare - Doppio               |                                                 |                                |               |                     |
| 26 agosto | Scottish Championships 1893 St Andrews, Gran Bretagna Singolare - Doppio                | Arthur Gore 6-3 7-5 4-6 7-5                     | Richard Millar Watson          |               |                     |
| 26 agosto | Scottish Championships 1893 St Andrews, Gran Bretagna Singolare - Doppio                |                                                 |                                |               |                     |
| 26 agosto | North of England Championships 1893 Scarborough, Gran Bretagna Singolare - Doppio       | William Renshaw 6-3 7-5 6-3                     | Harry Barlow                   |               |                     |
| 26 agosto | North of England Championships 1893 Scarborough, Gran Bretagna Singolare - Doppio       |                                                 |                                |               |                     |
| 30 agosto | U.S. National Championships 1893 Newport, USA Singolare - Doppio                        | Robert Wrenn 6-4 3-6 6-4 6-4                    | Frederick Hovey                |               |                     |
| 30 agosto | U.S. National Championships 1893 Newport, USA Singolare - Doppio                        | Clarence Hobart Frederick Hovey 6-3 6-4 4-6 6-2 | Oliver Campbell Bob Huntington |               |                     |

### Settembre
| Settimana    | Torneo                                                                           | Vincitore                    | Finalista    | Semifinalisti | Eliminati ai quarti |
| ------------ | -------------------------------------------------------------------------------- | ---------------------------- | ------------ | ------------- | ------------------- |
| 2 settembre  | Northwestern Championships 1893 Lake Minnetonka, USA Singolare - Doppio          | W.M. Toole 6-0 6-2           | J. Wilson    |               |                     |
| 2 settembre  | Northwestern Championships 1893 Lake Minnetonka, USA Singolare - Doppio          |                              |              |               |                     |
| 16 settembre | South of England Championships 1893 Eastbourne, Gran Bretagna Singolare - Doppio | Wilfred Baddeley 7-5 6-0 6-1 | Harry Barlow |               |                     |
| 16 settembre | South of England Championships 1893 Eastbourne, Gran Bretagna Singolare - Doppio |                              |              |               |                     |

### Ottobre
| Settimana  | Torneo                                                                             | Vincitore                 | Finalista                 | Semifinalisti | Eliminati ai quarti |
| ---------- | ---------------------------------------------------------------------------------- | ------------------------- | ------------------------- | ------------- | ------------------- |
| 7 ottobre  | Metropolitan Championships 1893 Strathfield, Australia Singolare - Doppio          | Dudley Webb 7-5 6-0       | Septimus Arthur Noble     |               |                     |
| 7 ottobre  | Metropolitan Championships 1893 Strathfield, Australia Singolare - Doppio          |                           |                           |               |                     |
| 10 ottobre | National Collegiate Championships 1893 New Haven, USA Singolare - Doppio           | Malcolm Chace 6-3 6-2 6-2 | Arthur Ellsworth Foote    |               |                     |
| 10 ottobre | National Collegiate Championships 1893 New Haven, USA Singolare - Doppio           |                           |                           |               |                     |
| 29 ottobre | Welsh Covered Court Championships 1893 Craigside, Gran Bretagna Singolare - Doppio | Hope Crisp                | non conosciuta (bandiera) |               |                     |
| 29 ottobre | Welsh Covered Court Championships 1893 Craigside, Gran Bretagna Singolare - Doppio |                           |                           |               |                     |

### Novembre
| Settimana   | Torneo                                                               | Vincitore             | Finalista                  | Semifinalisti | Eliminati ai quarti |
| ----------- | -------------------------------------------------------------------- | --------------------- | -------------------------- | ------------- | ------------------- |
| 26 novembre | Victorian Championships 1893 Melbourne, Australia Singolare - Doppio | Ben Green 8-6 6-4 6-2 | Archibald Hulbert Windeyer |               |                     |
| 26 novembre | Victorian Championships 1893 Melbourne, Australia Singolare - Doppio |                       |                            |               |                     |

### Dicembre
| Settimana   | Torneo                                                                    | Vincitore                              | Finalista        | Semifinalisti | Eliminati ai quarti |
| ----------- | ------------------------------------------------------------------------- | -------------------------------------- | ---------------- | ------------- | ------------------- |
| 13 dicembre | New Zealand Championships 1893 Auckland, Nuova Zelanda Singolare - Doppio | Minden Fenwick 1-6 6-3 6-4 6-3         | Patrick Marshall |               |                     |
| 13 dicembre | New Zealand Championships 1893 Auckland, Nuova Zelanda Singolare - Doppio | Joy Marriott Marshall Patrick Marshall |                  |               |                     |